# Euphyia dobayi
Euphyia dobayi är en fjärilsart som beskrevs av Dioszeghy 1930. Euphyia dobayi ingår i släktet Euphyia och familjen mätare. Inga underarter finns listade i Catalogue of Life.